# Стретович Володимир Миколайович
Володи́мир Микола́йович Стрето́вич (19 травня 1958, село Забране, Житомирська область — 6 квітня 2023, село Кам'янка Житомирська область) — український політик, Народний депутат України чотирьох скликань (ІІ, IV, V, VI).
Член ХДС; доцент факультету правничих наук Національного університету «Києво-Могилянська академія» (з 2002); почесний президент Світового конгресу українських юристів (з вересня 1998); президент Фонду сприяння правовим і політичним реформам (з грудня 1998); президент Східноєвропейського департаменту Міжнародної організації «Парламентарі проти корупції» (з 2003), член ради директорів (з жовтня 2002); член редакційної ради журналу «Національна безпека України».

## Освіта
Київський топографічний технікум (1973–1977), технік-топограф. Київський університет імені Тараса Шевченка, юридичний факультет (1978–1983), правознавець. Аспірантура Інституту держави і права АНУ (1983–1987).
Кандидат юридичних наук (1989), доцент (2001). Кандидатська дисертація «Правове регулювання колективного підряду в сільському господарстві».

## Трудова діяльність
- Серпень 1977 — серпень 1978 — технік-топограф обчислювального центру Західного аерогеодезичного підприємства.
- 1978–1983 — студент Київського університету імені Тараса Шевченка.
- 1983 — юрисконсульт колгоспу «Дружба», село Степові Хутори Носівського району Чернігівської області.
- 1983–1987 — вихователь гуртожитку, викладач СПТУ-24, місто Київ.
- 1987–1990 — молодший науковий працівник відділу правових проблем екології і сільського господарства, 1990–1993 — науковий секретар, жовтень 1993 — квітень 1994 — старший науковий працівник Інституту держави і права АНУ.
- Жовтень 1994 — вересень 1998 — президент Світового конгресу українських юристів.
- 1999–2002 — професор кафедри цивільно-правових дисциплін Київського національного університету культури і мистецтв.

## Політична діяльність
Народний депутат України 2-го скликання з квітня 1994 (2-й тур) до травня 1998, Немирівський виборчій округ № 58, Вінницька область, висунутий трудовим колективом. На час виборів: старший науковий працівник Інституту держави і права АНУ, безпартійний. Член групи «Реформи». Голова Комітету з питань правової політики і судово-правової реформи.
Член Конституційної Комісії від Верховної Ради України голова секції з питань судової влади і охорони Конституції (листопад 1994 — лютий 1996).
Член Державної комісії з проведення в Україні адміністративної реформи (липень 1997 — січень 1999).
Член Координаційної ради з питань судово-правової реформи при Президентові України (жовтень 1997 — липень 1998).
Голова Християнсько-народного союзу (листопад 1998 — квітень 2003, квітень 2003 — вересень 2010 — Християнсько-демократичного союзу).
Керівник юридичної служби Громадянського комітету захисту Конституції «Україна без Кучми» для ведення переговорів з представниками режиму (з лютого 2001).
Народний депутат України 4-го скликання з квітня 2002 до квітня 2006 від Блоку Віктора Ющенка «Наша Україна», № 32 в списку. На час виборів: професор Київського національного університету культури і мистецтв, безпартійний. Член фракції «Наша Україна» (з травня 2002). Голова Комітету з питань боротьби з організованою злочинністю і корупцією (з червня 2002).
Член Національної комісії із зміцнення демократії та утвердження верховенства права (з серпня 2005).
Народний депутат України 5-го скликання з квітня 2006 до червня 2007 від Блоку «Наша Україна», № 11 в списку. На час виборів: народний депутат України, член ХДС. Член Комітету з питань законодавчого забезпечення правоохоронної діяльності (з липня 2006). Член фракції Блоку «Наша Україна» (з квітня 2006). Склав депутатські повноваження 15 червня 2007.
Народний депутат України 6-го скликання з листопада 2007 до грудня 2012 від Блоку «Наша Україна — Народна самооборона», № 25 в списку. На час виборів: голова ХДС. Член фракції Блоку «Наша Україна — Народна самооборона» (з листопада 2007). Заступник голови Комітету з питань законодавчого забезпечення правоохоронної діяльності (з грудня 2007).
Кандидат у народні депутати від партії «Сила і честь» на парламентських виборах 2019 року, № 35 у списку. Юрисконсульт ТОВ "Торговий дім «Каргес». Безпартійний.
Автор 50 наукових праць з проблем регулювання трудових і майнових відносин в сільському господарстві, державного будівництва, політології.
Загинув 6 квітня 2023 року внаслідок ДТП поблизу села Кам'янка на Житомирщині.

## Особисте життя
Володів німецькою мовою, захоплювався ігровими видами спорту.
Походить з сім'ї українців. Батько Микола Петрович (1931–1990) — робітник лісівництва. Мати Катерина Миколаївна (1931) — колгоспниця, пенсіонерка. Дружина Тетяна Іванівна (1956) — правник, заступник генерального директора Асоціації «Укрпиво». Дочки Катерина (1987) і Ганна (1988). Онука Єва (2012).

## Нагороди
- Заслужений юрист України (1996).
- Орден князя Ярослава Мудрого IV ст. (2010)[6], V ст. (2005)[7].